# Ère Keian
L'ère Keian (en japonais: 慶安) est une des ères du Japon (年号, nengō, littéralement « le nom de l'année ») suivant l'ère Shōhō et précédant l'ère Jōō s'étendant de février 1648 à septembre 1652. L'empereur régnant est Go-Kōmyō-tennō (後光明天皇).

## Changement de l'ère
- 1648 (Keian gannen 慶安元年) : L'ère Keian est proclamée lors de la 5e année de Shōhō. Le nom ère nouvelle est créé en réponse aux critiques que l'ère Shōhō était trop étroitement liée à Shobo (焼 亡, qui signifie « mort par le feu »).

## Événements de l'ère Keian
- 1er avril 1649 (Keian 2, 20e jour de la 2e mois): Tremblement de terre important à Edo[2].
- 1651 (Keian 4) : La rébellion de Keian (Keian jiken 慶安事件). Plusieurs rōnin s'organisent pour attaquer les bastions Tokugawa. Ils sont découverts en temps opportun. Le plan de Marubashi Chūya et Yui Shōsetsu vidant à renverser le bakufu d'Edo  est déjoué[3].
- 1652 (Keian 5, 5e mois): Le Nihon Ōdai Ichiran est d'abord publié dans Kyoto sous le patronage du Sakai Tadakatsu, daimyo d'Obama dans la province de Wakasa[4].